# Aşağıkartallı (Çayırlı)
Aşağıkartallı est un village du district de Çayırlı dans la province d'Erzincan, en Turquie.